# I liga polska w piłce siatkowej kobiet (1965/1966)
I liga polska w piłce siatkowej kobiet 1965/1966 – 30. edycja rozgrywek o mistrzostwo polski w piłce siatkowej kobiet.

## Drużyny uczestniczące
| | I liga 1965/1966  |   |      |
| --- | ----------------- | - | ---- |
| WAR | AZS AWF Warszawa  | 1 | PEMK |
| LEG | Legia Warszawa    | 2 |      |
| KRA | Wisła Kraków      | 3 |      |
| ŁÓD | Start Łódź        | 4 |      |
| WRO | Odra Wrocław      | 5 |      |
| ŚWI | Polonia Świdnica  | 6 |      |
| GDA | AZS Gdańsk        | 7 |      |
| KAT | Kolejarz Katowice | 8 |      |
| GDY | Start Gdynia      | 9 |      |
| | Awans z II ligi   |   |      |
| TOR | Budowlani Toruń   |   |      |
| GDA | Gedania Gdańsk    |   |      |
| KRA | AZS Kraków        |   |      |
| Oznaczenia: - kolumna pierwsza – skróty nazw drużyn wpisane na mapie (jeśli ta została zamieszczona), - kolumna trzecia – miejsce zajęte przez daną drużynę w poprzednim sezonie. |                   |   |      |

## Klasyfikacja końcowa
| Miejsce | Drużyna           |
| ------- | ----------------- |
| 1.      | AZS AWF Warszawa  |
| 2.      | Wisła Kraków      |
| 3.      | Start Łódź        |
| 4.      | Legia Warszawa    |
| 5.      | Start Gdynia      |
| 6.      | AZS Gdańsk        |
| 7.      | Odra Wrocław      |
| 8.      | Kolejarz Katowice |
| 9.      | Polonia Świdnica  |
| 10.     | Budowlani Toruń   |
| 11.     | Gedania Gdańsk    |
| 12.     | AZS Kraków        |

     spadek do II ligi